# Rhône-Poulenc
Rhône-Poulenc és una companyia química i farmacèutica francesa.

## Història
Aquesta companyia va ser fundada l'any 1928 a ravés de la fusió de Société des Usines Chimiques du Rhône de Lyon i Établissements Poulenc Frères de París fundada per Étienne Poulenc, un farmacèutic del segle xix i augmentada pels seus fills Emile i Camille Poulenc (1864–1942). L'any 1950 aquesta companyia sintetitzà la clorpromazina que va ser venuda a Smith, Kline & French (avui part de GlaxoSmithKline) qui comercialitzà el medicament sota el nom de Thorazine. El gener de 1999, Rhône-Poulenc es fusionà amb Hoechst AG per formar Aventis. El 2004, Aventis es fusionà amb Sanofi-Synthélabo formant Sanofi-Aventis, la tercera companyia farmacèutica més gran del món.
El 1997, la divisió química de Rhône-Poulenc se separà en una companyia anomenada Rhodia. La divisió agrícola de Rhône-Poulenc, coneguda com a Aventis CropScience després de la fusió amb Hoechst, va ser venuda a la companyia Bayer el 2002.
Rhône-Poulenc va fundar el premis Rhône-Poulenc Prizes, actualment coneguts com els Royal Society Prizes for Science Books.
[1] Nota:- Emile Poulenc era el pare del compositor francès Francis Poulenc.